# Церква Святого Апостола і Євангеліста Луки (Білогородка)
Церква Святого Апостола і Євангеліста Луки — чинна дерев'яна церква, пам'ятка архітектури місцевого значення, у селі Білогородка Дубенського району на Рівненщині. Парафія належить до Дубенського районного благочиння Рівненської єпархії Православної Церкви України. Престольне свято — 18 жовтня.

## Розташування
Церква Святого Апостола і Євангеліста Луки розташована у південно-східній частині села, біля межі із селом Софіївкою Першою. 

## Історія
Церква вперше згадується у 1914 році. Коли ж вона була побудована — достеменно не відомо. Є дані, що церква збудована у 1905 році, та була посвячена на честь Архангела Михайла.

31 жовтня 1914 року було освячено церкву Святого Апостола і Євангеліста Луки. 
Під час радянської окупації церква була чинною та перебувала у віданні РПЦ.

### Перехід з УПЦ МП до УПЦ КП
29 вересня 2014 року церковна громада проголосувала за перехід в юрисдикцію УПЦ КП. Із 499 осіб, 320 селян підтримали Київський патріархат, 120 — Московський, 6 бюлетенів визнано не дійсними
Однією з причин переходу від УПЦ (МП) до Української Православної Церкви Київського патріархату стало те, що священник захотів приватизувати землю біля церкви для особистого користування. Також більша частина парафіян хоче відвідувати богослужіння рідною українською мовою. Крім того, люди кажуть, що у цій церкві відмовляються сповідати селян, хрещених в Українській Православній Церкві Київського патріархату. Священник та прихильники Московського патріархату запевняють, що української церкви Київського патріархату немає, а людей, які проголсували «За» вводять в оману.
31 жовтня 2014 року, на запрошення настоятеля протоієрея Сергія Мельничука та церковної громади, архієпископ Рівненський і Острозький Іларіон відвідав парафію, та відслужив святкову Божественну Літургію.
По завершенні літургії відбувся хресний хід.

## Архітектура
Церква дерев'яна хрещата в плані, одноверха. Збудована у спрощеному «єпархіяльному стилі», чи «російському національному», як його ще називають, з українськими бароковими елементами. До бабинця прибудувана ширша двоярусна дерев'яна дзвіниця, яка разом з вужчим зашкленим ґанком завершують західний фасад церкви.
Бічні входи до церкви через короткі бічні рамена нави. До вівтаря з обидвох боків є прибудови. Дах дзвіниці та його завершення аналогічні як і у нави, тільки трохи вищі. Чотирисхилий дах нави завершує ліхтар з маківкою. Зовнішній стан церкви є добрим.
У церкві знаходяться процесійна ікона Богородиці (XVII ст.) та шати ікони «Георгій Побєдоносець» (XVII ст.).